# Station radar de Balkhash
La station radar de Balkhash (également appelée nœud radar Sary Shagan et Balkhash-9) est le site de deux générations de radars d’alerte précoce soviétiques et russes. Il est situé sur la côte ouest du lac Balkhash, près du site d'essai de Sary Shagan au Kazakhstan. Bien qu'il soit utilisé pour la surveillance de satellites en orbite terrestre basse, il constitue principalement un élément clé du système d'alerte russe contre les attaques de missiles. Il couvre la Chine occidentale et centrale, l'Inde, le Pakistan et les lancements de missiles depuis des sous-marins dans le golfe du Bengale. Il y a eu six radars sur ce site, le dernier est retiré du service en 2020 et était géré par les forces de défense aérospatiales russes.
La ville militaire de la station s'appelle Balkhash-9. La station est à 13 kilomètres à l'est du village de Gulshat, dans la province de Karagandy, et à 90 kilomètres au nord-est de Priozersk, principale ville de Sary Shagan.

## Surveillance spatiale
Balkhash a été fondée en tant que OS-2, il s'agit d'un site de surveillance de l'espace doté de quatre stations radar Dnestr (nom de code OTAN "Hen House"). Il pouvait détecter des satellites à une altitude allant jusqu'à 3 000 kilomètres,. Le prototype de radar Dnestr, TsSO-P, a été construit à proximité du site d'essai de Sary Shagan.
46° 00′ 04,65″ N, 73° 38′ 52,11″ E
Un radar d’alerte précoce Dnepr a été mis en service à proximité des 4 radars Dnestr au début des années 1970.
Le radar Dniepr a fonctionné jusqu’en juin 2020, il a été remplacé par le radar Voronezh-M près de la ville d'Orsk.
| Radar   | Coordonnées                  | Azimut   | Type   | Construction | Détails |
| ------- | ---------------------------- | -------- | ------ | ------------ | --- |
| Radar 1 | 46° 36′ 27″ N, 74° 31′ 24″ E | 270      | Dnestr | 1964-1970    | Modernisé en Dnestr-M. Opérationnel depuis 1970. Mis hors service en septembre 1995. Abandonné.               |
| Radar 2 | 46° 36′ 52″ N, 74° 31′ 23″ E | 270      | Dnestr | 1964-1968    | Opérationnel en 1968. Mis hors service en janvier 1984. Abandonné.                                            |
| Radar 3 | 46° 37′ 31″ N, 74° 31′ 02″ E | 60       | Dnestr | 1964-1968    | Opérationnel en 1968. Mis hors service en janvier 1984. Abandonné.                                            |
| Radar 4 | 46° 37′ 53″ N, 74° 30′ 45″ E | 60       | Dnestr | 1964-1968    | Opérationnel en 1968. Mis hors service en septembre 1988. Abandonné.                                          |
| Radar 5 | 46° 36′ 11″ N, 74° 31′ 52″ E | 180, 124 | Dnepr  | 1968-1972    | Opérationnel en 1972. Modernisé en Dnepr. Pleinement opérationnel à partir de 1974. Mis hors service en 2020. |

## Radar Daryal de deuxième génération
Balkhash possédait un radar Daryal-U (nom de code OTAN "Pechora"), un radar d’alerte bistatique constitué de deux grandes antennes distinctes phasées, espacées de 2,7 kilomètres. L'envergure de l’émetteur était de 30 mètres sur 40 mètres et celle du récepteur de 80 mètres sur 80 mètres. Le système fonctionne en VHF à une longueur d'onde de 1,5 à 2 mètres (150 à 200 MHz). La portée revendiquée pour une installation Daryal est de 6 000 kilomètres.
À l'origine, au moins sept installations Daryal étaient prévues, mais seules les deux premières installations achevées, Pechora et Gabala, ont été pleinement opérationnelles. Deux Daryal-U devaient être construits à Balkhash et à Mishelevka, mais aucun n’a été achevé avant la chute de l’Union soviétique.
| Coordonnées                                                                                 | Azimuth          | Type     | Construction |
| ------------------------------------------------------------------------------------------- | ---------------- | -------- | ------------ |
| émetteur : 46° 35′ 19,48″ N, 74° 27′ 59,19″ E récepteur : 46° 36′ 02,7″ N, 74° 29′ 51,67″ E | 152° (estimated) | Daryal-U | 1982-1994    |

Certains essais ont commencé en 1991 mais ont été interrompus en 1994. En 2002, le radar qui n'a jamais été opérationnel a été transféré au contrôle du Kazakhstan avec la responsabilité de le démolir. Le radar a été lourdement pillé et le bâtiment récepteur ("bâtiment n ° 2") a été incendié en septembre 2004.
Le Daryal comportait des condensateurs contenant du biphényle polychloré, un polluant organique. Le gouvernement kazakh a alloué 7 millions de dollars à la cession de ces éléments, l'ancien ministre kazakh de l'environnement, Nurlan Iskakov, a été reconnu coupable de détournement de fonds et condamné à quatre ans de prison pour cet argent en 2009,.